# 美國恐怖故事：凶宅
《美國恐怖故事：凶宅》（英語：American Horror Story: Murder House）是由FX電視網所上映的《美國恐怖故事》影集系列之第一季，美國當地播出時間為2011年10月5日至2011年12月21日，共12集。本季由20世紀福斯電視公司製作，由丹特·迪·勞瑞托（Dante Di Loreto）擔任製作人，系列構成由布雷德·佛查克（Brad Falchuk）和萊恩·墨菲（Ryan Murphy）共同執筆。
本季劇情大意為：哈蒙一家－班、薇薇安和他們的女兒紫羅蘭，因班在薇薇安流產休養期間出軌，為了撫平夫妻間的傷痕，舉家從波士頓搬往洛杉磯。他們入住了一棟修復得美輪美奐的豪宅，卻屢次遭到鄰居及「數任前屋主」的離奇騷擾。
《美國恐怖故事：凶宅》播出後，普遍受到電視評論家和觀眾的喜愛。其中演員精湛的演出表受亦受到極大的好評，如潔西卡·蘭芝和法蘭西絲·康諾。該系列不僅如以往地締造了在FX網路平台上可觀的觀看次數，更是號稱該年度最盛大的一個起始系列作品。第一季亦受到許多知名獎項的青睞，其中包括第69屆金球獎最佳電視連劇、短劇的提名，而潔西卡·蘭芝也不負眾望奪下最佳女配角，美國演員工會獎也受到入圍肯定，以及第64屆黃金時段艾美獎也拿下迷你劇集/電視電影最佳女配角，表現極為出色；此外，法蘭西絲·康諾也同潔西卡入圍該屆艾美獎的迷你劇集/電視電影最佳女配角。
本季主要演員為康妮·布里登、迪倫·麥狄蒙、泰莎·法蜜嘉、伊凡·彼得斯、丹尼斯·歐海爾以及潔西卡·蘭芝。

## 劇情
第一季的劇情主軸將圍繞於哈蒙一家：班（迪倫·麥狄蒙）、薇薇安（康妮·布里登）和他們的女兒紫羅蘭（泰莎·法蜜嘉），舉家從波士頓搬至洛杉磯，其原因為班在妻子薇薇安流產休養期間，和他的學生海登（凱特·瑪拉）發生了婚外情，並被薇薇安當場抓包，為了彌補破碎的婚姻，才打算離開傷心地。來到了位於洛杉磯的新家，豪宅的仲介瑪西（克莉絲汀·艾絲布魯克）誠實向夫妻倆道來，前任同性戀屋主情侶檔查德和派翠克（沙查·昆圖、泰迪·席爾斯）在屋內遭到不明人士的謀殺。做為鄰居，婦人康絲坦絲（潔西卡·蘭芝）和她的女兒艾蒂（潔米·布魯爾）三番兩次不請自來的狀況，也造成了哈蒙一家的困擾。而艾蒂似乎和這棟神秘宅邸的過去有所連結。遭到嚴重燒傷而毀容的前屋主賴瑞·哈維（丹尼斯·歐海爾），逐漸介入了哈蒙一家的生活，並向班提出了有關這棟「屋子」的警訊。此外，這棟屋子還「附帶」了一位面對男人顯現為性感火辣的年輕女子，面對女人則為賢淑能幹的中年婦女樣態的神秘女傭莫依拉·歐哈拉（法蘭西絲·康諾／亞莉山卓·布瑞肯瑞奇)
。
原業為精神科醫師的班將辦公室設於家中，讓他可以在家裡接待病人。男高中生泰特·蘭登（伊凡·彼得斯），因為找班看診，而邂逅了因在校遭到霸凌，導致患有輕微躁鬱症的紫羅蘭，兩人間也進而產生了情愫。此時，班尚未意識到泰特其實是個靈體，同時也是鄰居康絲坦絲的兒子。自從一家子住進這棟「屋子」後，各種離奇狀況與暴力事件便接踵而來，發生頻率也越來越高。原來數十年來在屋內發生了多達20起的暴力死亡案件，且死者亡魂如同詛咒一般的永遠存在於房子裡，甚至成為當地極為知名的「凶宅」一景。然而，哈蒙一家三口不斷地糾結於各自的私人問題和謊言中，完全沒察覺家中不斷增加的屍體以及無法自「凶宅」離去的靈體。
某日，薇薇安在閣樓上發現了一套乳膠製的緊身裝，而不久後，精神逐漸耗弱且和班多處摩擦的薇薇安看見一名男子穿上緊身裝，她以為是班打算重修舊好，便卸下心防與其發生了性行為，殊不知緊身裝下的男子其實是泰特。數日後薇薇安被診斷出懷了雙胞胎，但卻發生了醫學史上極為少數的案例－雙胞胎父親並非同一人。後來泰特透露他之所以和薇薇安發生關係，是為了給喪子的首任屋主之妻諾拉（莉莉·拉貝）一個孩子。
後來過去與班發生婚外情的學生海登遠從波士頓而來，直奔班的住處要脅班拋棄薇薇安，回到她的身邊，並告訴班她懷上了他的小孩。兩人發生口角爭執後，海登奔出大門時，遭到毀容的前屋主賴瑞以圓鍬重擊而死，此時，近乎崩潰的班為了不讓這段關係再度曝光傷害薇薇安，選擇讓賴瑞處理掉海登的屍體－埋於後院，就這樣，「凶宅」又添加了一名新成員。這棟屋子內的鬼魂，包括海登和諾拉，意圖合謀使薇薇安發瘋，讓她們能將腹中胎兒占為己有。
萬聖節對於鬼魂的意義不凡，這是一年之中「祂們」唯一能夠在人類世界中自由行走的日子（「凶宅」中的鬼魂平常無法離開屋子）。紫羅蘭也在這段時間得知，泰特生前原來是一個校園連續殺人事件的兇手，他冷血地處刑了躲藏於圖書館內的同學（其中包括一名老師，另還將賴瑞·哈維燒成重傷），這一切作為導致的後果，都是為了報復及懲罰母親康絲坦絲，將其弟弟送上絕路。
萬聖節當天，艾蒂過馬路不慎被撞死，傷心欲絕的康絲坦絲相當遺憾無法讓艾蒂的屍體和靈魂留在哈蒙家中，和她弟弟的靈魂團聚。薇薇安參加了鎮上的「凶宅之旅」，得知了屋子的首任屋主．蒙哥馬利夫妻於地下室秘密經營墮胎事業，卻也引此讓自己的兒子惹來殺身之禍，而遭分屍的孩子，被查爾斯（麥特·羅斯）「修補」後，成了怪物「Infantata」。
面對鬼魂泰特，紫羅蘭無法壓抑她心中的感覺，因此打算服藥自殺，然而，她卻沒有意識她已經成功，直到兩週後，她發現她無法離開這棟屋子之時。泰特說服了紫羅蘭說謊，並幫助她的父親將情緒失控的薇薇安送進精神病院治療，同時，班對於雙胞胎的另一名父親是薇薇安聘請而來的社區保全．路克（莫瑞·錢斯諾），深信不疑。思女心切的康絲坦絲，找來了靈媒好友．比莉·迪恩·霍華德（莎拉·保羅森），希望能透過她和愛女對談。康絲坦絲亦從比莉·迪恩的恐懼中發現，泰特的孩子注定成為怪物。當莫依拉和紫羅蘭告訴班，她已成為鬼魂，「緊身衣男」真實身分為泰特，屋子裡存在著怪物等等事實，班得知後，便將薇薇安從醫院接了回家。紫羅蘭經由查德親口陳述，發現泰特正是染指媽媽之人，而查德和派翠克也因為無法生小孩，遭到泰特毒手，崩潰的紫羅蘭因此和泰特正式決裂。
薇薇安無預警地於屋內生產，莫依拉召喚好心腸的鬼魂們協助接生。手術完畢，薇薇安和其中一個雙胞胎撒手人寰，留下了班和另一個孩子。痛失愛妻和孩子，傷心欲絕，近乎崩潰的班，打算以自殺來與家人團聚。但是，薇薇安的鬼魂說服班帶著自己的孩子離開這棟屋子。當班正準備帶著孩子離開時，卻遭海登帶人復仇，將班偽裝成自殺的樣子。海登將孩子帶走，但是，康絲坦斯藉由與曾遭海登殺害的崔維斯（麥克·格拉基亞戴）通力合作下，將孩子奪回身邊。康絲坦絲掩蓋了搶回孩子的事實，向前往詢問的警方說道：班因為妻子的死去深受打擊而尋短，小紫（屍體從未找到）則是帶著孩子早已逃之夭夭。
如今，哈蒙一家以另一種「形式」又再度團聚，並聯手莫依拉營造各種異像，來嚇跑即將搬入「凶宅」的新房客。就在哈蒙一家裝飾聖誕樹時，承諾會永遠等待小紫回心轉意的泰特和海登，在門外痴痴地望著這家人。三年後，康絲坦絲回到洛杉磯，發現她的孫子．麥克（敵基督）謀殺了他的保母。她慢慢地走向那個露出陽光笑容，雙手卻沾滿血跡的小男孩。然後，她微笑著，撫摸他的臉，低聲說道：「我該拿你怎麼辦啊？」

## 人物
| 主要人物                                   |                                                  | |                  |
| 演員                                       | 角色                                             | 備註 | 粵語配音 （TVB） |
| 康妮·布里登 Connie Britton                 | 薇薇安·哈蒙 Vivien Harmon                        | 前大提琴家，班傑明之妻，紫羅蘭之母。                                                                                          | 謝潔貞           |
| 迪倫·麥狄蒙 Dylan McDermott                | 班傑明·（班）·哈蒙 Dr. Benjamin "Ben" Harmon     | 心理治療師，薇薇安之夫，紫羅蘭之父。                                                                                          | 招世亮           |
| 伊凡·彼得斯 Evan Peters                    | 泰特·蘭登 Tate Langdon                           | 班的病人，年紀與紫羅蘭相仿。                                                                                                  | 周良鴻           |
| 泰莎·法蜜嘉 Taissa Farmiga                 | 紫羅蘭·哈蒙 Violet Harmon                        | 高中生，班和薇薇安之女。 | 余欣沛           |
| 丹尼斯·歐海爾 Denis O'Hare                 | 賴瑞·哈維 Larry Harvey                           | 凶宅前屋主，其貌不揚（百分之七十燒燙傷）。                                                                                    | 朱子聰           |
| 潔西卡·蘭芝 Jessica Lange                  | 康絲坦絲·蘭登 Constance Langdon                  | 哈蒙一家鄰居，行跡詭異。 | 黃玉娟           |
| 特別客串                                   |                                                  | |                  |
| 演員                                       | 角色                                             | 備註 | 粵語配音 （TVB） |
| 凱特·瑪拉 Kate Mara                        | 海登·麥克連 Hayden McClaine                      | 班的學生，亦為他的外遇對象（後懷孕）。                                                                                        | 陳皓宜           |
| 沙查·昆圖 Zachary Quinto                   | 查德·沃維克 Chad Warwick                         | 凶宅前屋主，和派翠克為一對。瑪西以裝繕師之名引薦哈蒙夫妻認識。                                                                | 陳卓智           |
| 查爾斯·S·道頓 Charles S. Dutton            | 格蘭傑警員 Detective Granger                     | 負責偵查「凶宅」和康絲坦絲周遭所發生的詭譎事件。                                                                              | 蕭徽勇           |
| 艾瑞克·史東斯崔 Eric Stonestreet           | 德瑞克 Derek                                     | 班的病人，後因講了「Piggy Piggy」意外觸怒躲藏屋內的搶犯，遭到射殺。                                                           | 黃子敬           |
| 相關角色                                   |                                                  | |                  |
| 演員                                       | 角色                                             | 備註 | 粵語配音 （TVB） |
| 法蘭西絲·康諾 Frances Conroy               | 莫依拉·歐哈拉 Moira O'Hara                       | 凶宅管家，已服務數任屋主。 | 朱妙蘭           |
| 莉莉·拉貝 Lily Rabe                        | 諾拉·蒙哥馬利 Nora Montgomery                    | 名媛，查爾斯之妻。 | 陸惠玲           |
| 亚莉山卓·布瑞克瑞奇 Alexandra Breckenridge | 莫依拉·歐哈拉 Moira O'Hara                       | 年輕的莫依拉，身材姣好。 | 朱妙蘭           |
| 潔咪·布魯爾 Jamie Brewer                   | 艾德萊德·「艾蒂」·蘭登 Adelaide "Addie" Langdon  | 康絲坦絲的女兒，唐氏症患者，總能隨意出入凶宅之中。                                                                            | 成瑤孆           |
| 克莉絲汀·艾絲布魯克 Christine Estabrook    | 瑪西 Marcy                                       | 房產經紀人，負責「凶宅」仲介。                                                                                                | 雷碧娜           |
| 莫瑞·錢斯諾 Morris Chestnut                | 路克 Luke                                        | 薇薇安聘雇的保全。 | 葉振聲           |
| 麥特·羅斯 Matt Ross                        | 查爾斯·蒙哥馬利 Dr. Charles Montgomery           | 外科醫生，1922年建造該房子的人。諾拉之夫。 後染上毒癮，窮困潦倒之際，聽從諾拉意見，私下經營墮胎副業，卻也因此斷送兒子的生命。 | 陳欣             |
| 波迪·舒爾茲 Bodhi Schulz                   | 特洛伊 Troy                                      | 金髮，麻子臉雙胞胎少年，紅衣。                                                                                                | 張裕東           |
| 凱伊·舒爾茲 Kai Schulz                     | 布萊恩 Bryan                                     | 金髮，麻子臉雙胞胎少年，綠衣。                                                                                                | 陳灝瑋           |
| 麥克·格拉基亞戴 Michael Graziadei          | 崔維斯·汪德萊 Travis Wanderley                   | 和康絲坦斯同居的小白臉。 | 黃積權           |
| 西莉亞·芬克斯坦 Celia Finkelstein          | 格拉蒂絲護士 Nurse Gladys                        | 胖護士，和瑪莉亞同天遭到不明男子入屋殺害。                                                                                    |                  |
| 依芙·戈登 Eve Gordon                       | 霍爾醫生 Dr. Hall                                | 婦產科醫師，哈蒙夫妻向其諮詢懷孕一事。                                                                                        | 伍秀霞           |
| 蘿莎·薩拉查 Rosa Salazar                   | 瑪莉亞護士 Nurse Maria                           | 曾為「凶宅」房客，於某晚遭到不明男子入屋殺害。                                                                                | 凌晞             |
| 泰迪·席爾斯 Teddy Sears                    | 派翠克 Patrick                                   | 查德戀人。 | 潘文柏           |
| 莎拉·保羅森 Sarah Paulson                  | 比莉·迪恩·霍華 Billie Dean Howard                | 康絲坦絲的朋友，靈媒。 | 伍秀霞           |
| 雪爾比·楊 Shelby Young                     | 莉亞 Leah                                        | 紫羅蘭的同學，曾霸凌她；後因泰特的詭異行徑而崩潰。                                                                            | 陳琴雲           |
| 蕾貝卡·維薩基 Rebecca Wisocky              | 蘿琳·哈維 Lorraine Harvey                        | 賴瑞妻子，無法承受賴瑞外遇的打擊，遂帶著孩子引火自焚。                                                                        | 伍秀霞           |
| 山姆·金西 Sam Kinsey                       | 波勒加德·「小波」·蘭登 Beauregard "Beau" Langdon | 康絲坦絲的兒子，艾蒂的弟弟。因長相醜惡被視為怪物，被賴瑞悶死。                                                                |                  |
| 大衛·安東尼·希金斯 David Anthony Higgins   | 史丹 Stan                                        | 「凶宅之旅」導覽員。 | 蕭徽勇           |
| 米娜·蘇瓦莉 Mena Suvari                    | 伊莉莎白·休特 Elizabeth Short                    | 為某任牙醫屋主的病人，後被性侵而死，棄屍路旁。（改編自黑色大理花懸案）                                                        |                  |
| 瑪拉雅·李維拉·茱兒 Malaya Rivera Drew      | 巴里歐斯探員 Detective Barrios                   | 同葛蘭傑探員一同偵查「凶宅」連續事件的女警探。                                                                                | 曾佩儀           |
| 班·伍夫 Ben Woolf                          | 薩迪厄斯·蒙哥馬利 Thaddeus Montgomery            | 蒙哥馬利夫妻的兒子，遭到分屍，後查爾斯將其「修補」，卻成了怪物。                                                              | 凌晞             |
| 艾利克·克洛斯 Eric Close                   | 雨果·蘭登 Hugo Langdon                           | 康絲坦絲丈夫，因被目擊有染於年輕的莫伊拉，而被康絲坦絲當場擊斃。                                                              | 張錦江           |
| 布蘭多·伊頓 Brando Eaton                   | 凱爾·格林威爾 Kyle Greenwell                     | 西野高中學生，泰特槍下亡魂之一。（應改編自科倫拜校園事件）                                                                    | 梁偉德           |
| 艾希莉·瑞科絲 Ashley Rickards              | 克蘿伊·史戴波頓 Chloe Stapleton                  | 西野高中學生，泰特槍下亡魂之一。（應改編自科倫拜校園事件）                                                                    | 黃昕瑜           |
| 亞歷珊卓·托瑞薩尼 Alessandra Torresani     | 史蒂芬妮·包格絲 Stephanie Boggs                  | 西野高中學生，泰特槍下亡魂之一。（應改編自科倫拜校園事件）                                                                    | 吳羨婷           |
| 喬丹·大衛 Jordan David                     | 凱文·葛德曼 Kevin Gedman                         | 西野高中學生，泰特槍下亡魂之一。（應改編自科倫拜校園事件）                                                                    | 鄧港文           |
| 亞歷山大·尼米茲 Alexander Nimetz           | 阿米爾·史丹利 Amir Stanley                       | 西野高中學生，泰特槍下亡魂之一。（應改編自科倫拜校園事件）                                                                    | 黃積權           |

## 獲獎
第64屆黃金時段艾美獎
- 迷你劇集/電視電影最佳女配角：潔西卡·蘭芝
- 最佳迷你劇集/電視電影/特別節目髮型
- 提名—迷你劇集/電視電影最佳女主角：康妮·布里登
- 提名—迷你劇集/電視電影最佳女配角：法蘭西絲·康諾
- 提名—迷你劇集/電視電影最佳男配角：丹尼斯·歐海爾
- 提名—迷你劇集/電視電影/特別節目最佳藝術指導："Open House (Part 7)"
- 提名—迷你劇集/電視電影/特別節目最佳藝術指導："Pilot"
- 提名—最佳迷你劇集/電視電影/特別節目服裝
- 提名—最佳片頭設計
- 提名—最佳迷你劇集/電視電影/特別節目化妝（非整形/假肢）
- 提名—最佳電視劇/迷你劇集/電視電影/特別節目化妝（整形/假肢）
- 提名—最佳單攝像機迷你劇集/電視電影/特別節目圖像剪輯
- 提名—最佳迷你劇集/電視電影/特別節目音效剪輯
- 提名—最佳單攝像機迷你劇集/電視電影混音
- 提名—最佳特技協調
- 提名—最佳迷你劇集/電視電影
- 提名—迷你劇集/電視電影/特別節目最佳選角

第69屆金球獎
- 最佳電視劇、連續短劇與電視電影女配角：潔西卡·蘭芝
- 提名—最佳戲劇類影集

第18屆美國演員工會獎
- 提名—戲劇類最佳女主角：潔西卡·蘭芝

## 外部連結
- 《American Horror Story》各集列表 来自互联网电影数据库
- List of American Horror Story episodes （页面存档备份，存于） at TV.com
- 豆瓣电影上《美國恐怖故事：凶宅》的資料 （简体中文）

## 節目變遷
| 香港無綫電視明珠台 星期三 22:35/22:40-23:30/23:35 · 2月13日暫停播映 | 香港無綫電視明珠台 星期三 22:35/22:40-23:30/23:35 · 2月13日暫停播映 | 香港無綫電視明珠台 星期三 22:35/22:40-23:30/23:35 · 2月13日暫停播映 |
| ------------------------------------------------------------------- | ------------------------------------------------------------------- | ------------------------------------------------------------------- |
|                                                                     | 美國怪談（第一季） （2013.01.02 - 2013.03.27）                      |                                                                     |
| 行屍（第二季） （2012.10.03 - 2012.12.26）                          | F檔案（第五季） （2013.04.03 - 2013.06.26）                         |                                                                     |